# Eugoa sordida
Eugoa sordida är en fjärilsart som beskrevs av Rothschild 1913. Eugoa sordida ingår i släktet Eugoa och familjen björnspinnare. Inga underarter finns listade i Catalogue of Life.